# Hurikán Joyce (2000)
Hurikán Joyce byl 14. bouře, 10. pojmenovaná bouře a 6. hurikán atlantické hurikánové sezóny 2000. Tento hurikán se zformoval 25. září jihozápadně od Kapverd. Rozptýlil se v druhý říjnový den severně od Jižní Ameriky. 28. září byla naměřena nejvyšší rychlost větru, a to 150 km/h. Neví se, kolik přesně bylo mrtvých, ani jaká byla škoda. Byl to hurikán 1. stupně. Tato bouře byla mezi dvěma hurikány 4. kategorie - před ním to byl hurikán Isaac a po něm pak hurikán Keith.

## Postup
Bouře se zformovala 25. září jako tropická deprese jihozápadně od Kapverd. Po celou dobu trvání bouře postupovala západně ke Karibiku. Pouze 12 hodin po zformování deprese zesílil na tropickou bouři. Den poté se z bouře stal hurikán 1. stupně. Následujícího dne dosahovaly větry až 150 km/h. Po dosažení nejvyšší intenzity 28. září začal hurikán slábnout. 29. září se z hurikánu stala tropická bouře. 1. října dorazil k Malým Antilám a stále slábnul. 2. října se jako tropická deprese rozptýlil východně od Malých Antil.

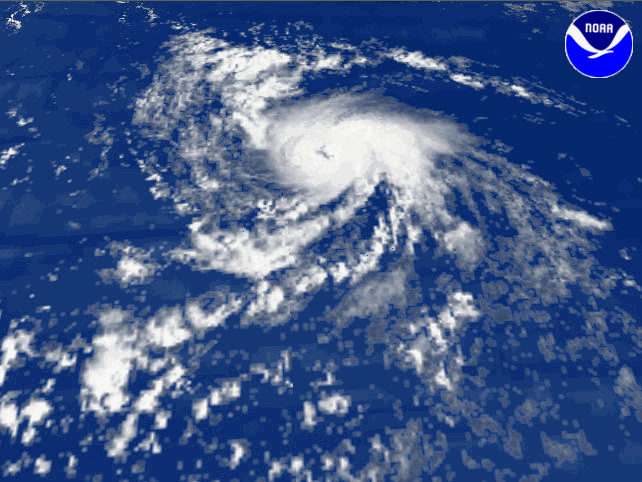
Hurikán Joyce nad Atlantským oceánem